# Sainte-Hélène (Gironde)
Pour les articles homonymes, voir Sainte-Hélène.
Sainte-Hélène est une commune du Sud-Ouest de la France, située dans le département de la Gironde, en région Nouvelle-Aquitaine.
Les habitants en sont les Sainte-Hélènois.

## Géographie

### Localisation
La commune de Sainte-Hélène, traversée par le 45e parallèle nord, est de ce fait située à égale distance du pôle Nord et de l'équateur terrestre (environ 5 000 km).
Saint-Hélène est une ville située au cœur du Médoc et plus précisément de la Lande médoquine.
C'est une vaste commune centrée sur le bourg que la route départementale D6 contourne désormais par le nord. Par cette route, Bordeaux est à 30 km à l'est-sud-est et Lacanau à 16 km à l'ouest.

### Communes limitrophes
| Brach   | Listrac-Médoc | Moulis-en-Médoc    |
| Lacanau | Sainte-Hélène | Castelnau-de-Médoc |
| Saumos  | Le Temple     | Salaunes           |

### Communes voisines
- Salaunes : 7 km
- Brach : 10 km
- Castelnau-de-Médoc : 10 km
- Saumos : 10 km
- Le Temple : 15 km
- Avensan : 16 km
- Listrac-Médoc : 16 km
- Moulis-en-Médoc : 16 km
- Saint-Médard-en-Jalles : 16 km
- Lacanau : 16 km

De nombreux hameaux et lotissements, disséminés parmi les pins et les crastes, complètent la partie bâtie.
Lors de la construction de la voie de dégagement, ou « rocade » comme disent les habitants, fut creusée une carrière, qui devint avec le temps, un étang, nommé : étang de la Levade, pour lequel une association de pêche fut créée en 1990, qui, entre autres, est chargée de l'alevinage de l'étang.

### Climat
Pour des articles plus généraux, voir Climat de la Nouvelle-Aquitaine et Climat de la Gironde.
Historiquement, la commune est exposée à un climat océanique aquitain.  
En 2020, Météo-France publie une typologie des climats de la France métropolitaine dans laquelle la commune est exposée à un climat océanique et est dans la région climatique  Littoral charentais et aquitain, caractérisée par une pluviométrie élevée en automne et en hiver, un bon ensoleillement, des hiver doux (6,5 °C), soumis à la brise de mer.
Pour la période 1971-2000, la température annuelle moyenne est de 13,1 °C, avec une amplitude thermique annuelle de 14,2 °C. Le cumul annuel moyen de précipitations est de 976 mm, avec 12,3 jours de précipitations en janvier et 7,1 jours en juillet. Pour la période 1991-2020, la température moyenne annuelle observée sur la station météorologique la plus proche, située sur la commune de Salaunes à 5,33 km à vol d'oiseau, est de 13,3 °C et le cumul annuel moyen de précipitations est de 1 007,0 mm,. Pour l'avenir, les paramètres climatiques de la commune estimés pour 2050 selon différents scénarios d’émission de gaz à effet de serre sont consultables sur un site dédié publié par Météo-France en novembre 2022.

### Climat[9]
La commune de Sainte-Hélène a connu 2 220 heures d'ensoleillement en 2017, contre une moyenne nationale des villes de 2 034 heures de soleil. Sainte-Hélène a bénéficié de l'équivalent de 93 jours de soleil en 2017. La commune se situe à la position no 3562 du classement des villes les plus ensoleillées.
La commune de Sainte-Hélène a reçu 761 millimètres de pluie en 2017, contre une moyenne nationale des villes de 700 millimètres de précipitations. Sainte-Hélène se situe à la position no 12 083 du classement des villes les plus pluvieuses.

### Climat à Sainte-Hélène par saison en 2017
| Thèmes                     | Hiver    | Printemps | Été      | Automne  |
| -------------------------- | -------- | --------- | -------- | -------- |
| Soleil                     |          |           |          |          |
| Heures ensoleillement      | 377 h    | 805 h     | 628 h    | 410 h    |
| Moyenne nationale          | 356 h    | 753 h     | 616 h    | 327 h    |
| Équivalent jours de soleil | 16 j     | 34 j      | 26 j     | 17 j     |
| Moyenne nationale          | 15 j     | 31 j      | 26 j     | 14 j     |
| Pluie                      |          |           |          |          |
| Hauteur de pluie           | 168 mm   | 222 mm    | 130 mm   | 241 mm   |
| Moyenne nationale          | 176 mm   | 159 mm    | 168 mm   | 196 mm   |
| Vent                       |          |           |          |          |
| Vitesse de vent maximale   | 119 km/h | 97 km/h   | 86 km/h  | 58 km/h  |
| Moyenne nationale          | 191 km/h | 130 km/h  | 126 km/h | 155 km/h |

### Records du climat à Sainte-Hélène en 2017
|                          | Sainte-Hélène | Record national en 2017 |
| ------------------------ | ------------- | ----------------------- |
| Températures             |               |                         |
| Record de chaleur        | 37,1 °C       | 42,2 °C                 |
| Record de froid          | −08,0 °C      | −16,3 °C                |
| Pluie                    |               |                         |
| Précipitations maximales | 163 mm        | 353 mm                  |
| Précipitations minimales | 13 mm         | 0 mm                    |
| Vent                     |               |                         |
| Vitesse de vent maximale | 119 km/h      | 191 km/h                |

Estimations d'après les données de Météo-France

## Urbanisme

### Typologie
Au 1er janvier 2024, Sainte-Hélène est catégorisée bourg rural, selon la nouvelle grille communale de densité à sept niveaux définie par l'Insee en 2022.
Elle appartient à l'unité urbaine de Sainte-Hélène, une unité urbaine monocommunale constituant une ville isolée,. Par ailleurs la commune fait partie de l'aire d'attraction de Bordeaux, dont elle est une commune de la couronne,. Cette aire, qui regroupe 275 communes, est catégorisée dans les aires de 700 000 habitants ou plus (hors Paris),.

### Occupation des sols

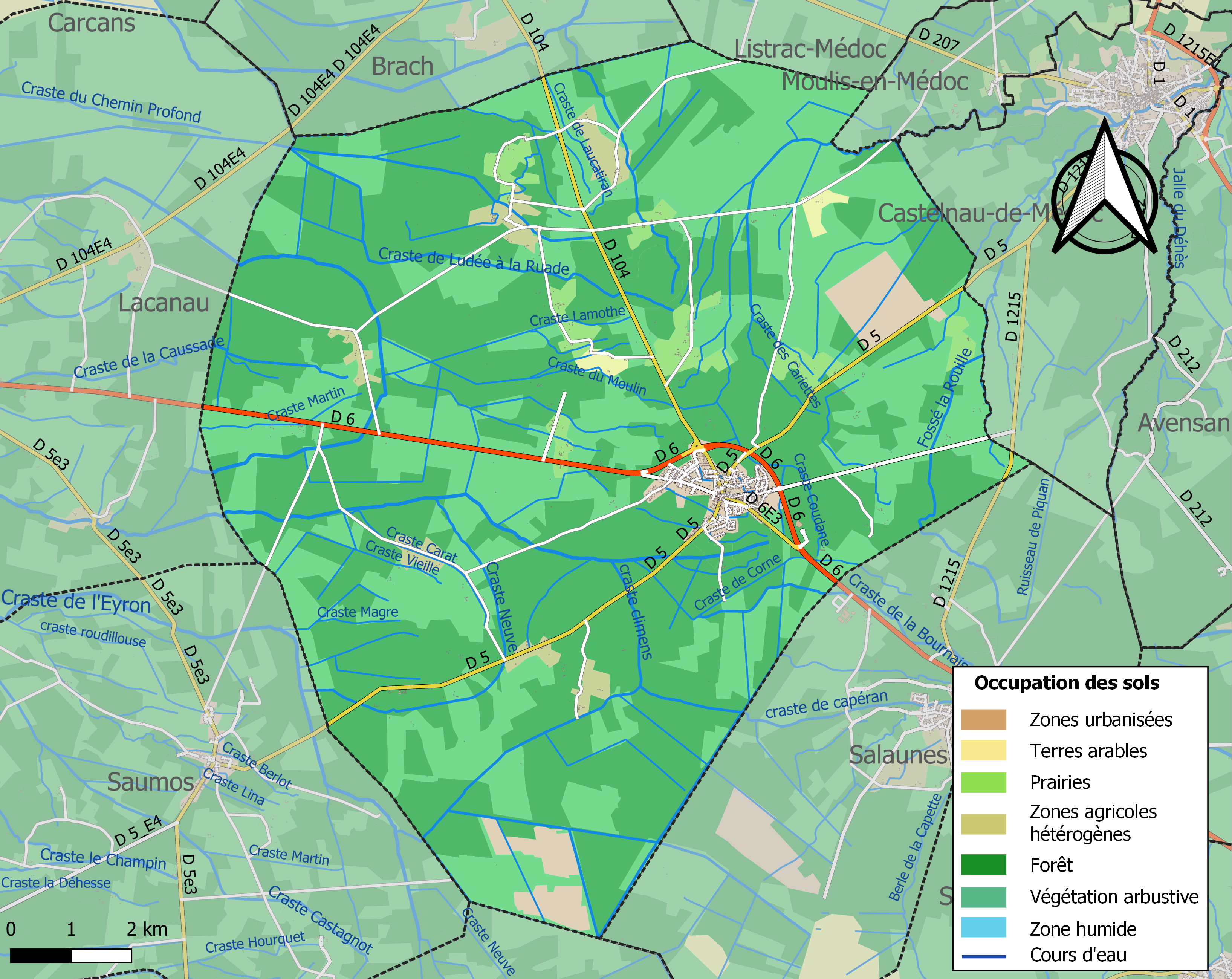
Carte des infrastructures et de l'occupation des sols de la commune en 2018 (CLC).

L'occupation des sols de la commune, telle qu'elle ressort de la base de données européenne d’occupation biophysique des sols Corine Land Cover (CLC), est marquée par l'importance des forêts et milieux semi-naturels (91,7 % en 2018), en diminution par rapport à 1990 (92,8 %). La répartition détaillée en 2018 est la suivante : 
forêts (54,2 %), milieux à végétation arbustive et/ou herbacée (37,4 %), prairies (2,4 %), zones industrielles ou commerciales et réseaux de communication (2,3 %), zones agricoles hétérogènes (1,8 %), zones urbanisées (1,4 %), terres arables (0,4 %). L'évolution de l’occupation des sols de la commune et de ses infrastructures peut être observée sur les différentes représentations cartographiques du territoire : la carte de Cassini (XVIIIe siècle), la carte d'état-major (1820-1866) et les cartes ou photos aériennes de l'IGN pour la période actuelle (1950 à aujourd'hui).

### Hameaux et lieux-dits
Le Grand Ludée, Petit Ludée, Constantenins, Cordes, Villeneuve, le Dévès, Sadouillan, Gémeillan, la Providence, Bédillon, les Tronquats, Planquepeyre, Touriac

### Voies de communications et transports

#### Voies de communications
La ville est traversée par plusieurs routes départementales :
- la D6 dans le sens Bordeaux/Lacanau ;
- la D5 dans le sens Le Porge/Castelnau-de-Médoc ;
- la D104 vers Carcans.

Vous trouverez également une piste cyclable agréable reliant Bordeaux à Lacanau, traversant les villes d'Eysines, Le Haillan, Saint-Médard-en-Jalles, Salaunes, Sainte-Hélène et Saumos. Une fois arrivé à Lacanau, le réseau cyclable se connecte à tout le réseau de la Côte d'Argent.
La rocade bordelaise est à 26 km par l'échangeur 8.
L'A10 est à 40 km par l'échangeur 45.

#### Transports en commun
Deux lignes de bus desservent la commune : la ligne 702 et 710 (Bordeaux/Lacanau),.
La gare la plus proche est la gare Bordeaux-Saint-Jean située à 40 km.
L'aéroport de Bordeaux-Mérignac est située à 31 km.

### Risques majeurs
Le territoire de la commune de Sainte-Hélène est vulnérable à différents aléas naturels : météorologiques (tempête, orage, neige, grand froid, canicule ou sécheresse), feux de forêts et séisme (sismicité très faible). Il est également exposé à un risque technologique,  et  le risque industriel. Un site publié par le BRGM permet d'évaluer simplement et rapidement les risques d'un bien localisé soit par son adresse soit par le numéro de sa parcelle.

#### Risques naturels
Sainte-Hélène est exposée au risque de feu de forêt. Un incendie important s'est notamment produit en 2022. Depuis le 20 avril 2016, les départements de la Gironde, des Landes et de Lot-et-Garonne disposent d’un règlement interdépartemental de protection de la forêt contre les incendies. Ce règlement vise à mieux prévenir les incendies de forêt, à faciliter les interventions des services et à limiter les conséquences, que ce soit par le débroussaillement, la limitation de l’apport du feu ou la réglementation des activités en forêt. Il définit en particulier cinq niveaux de vigilance croissants auxquels sont associés différentes mesures,.

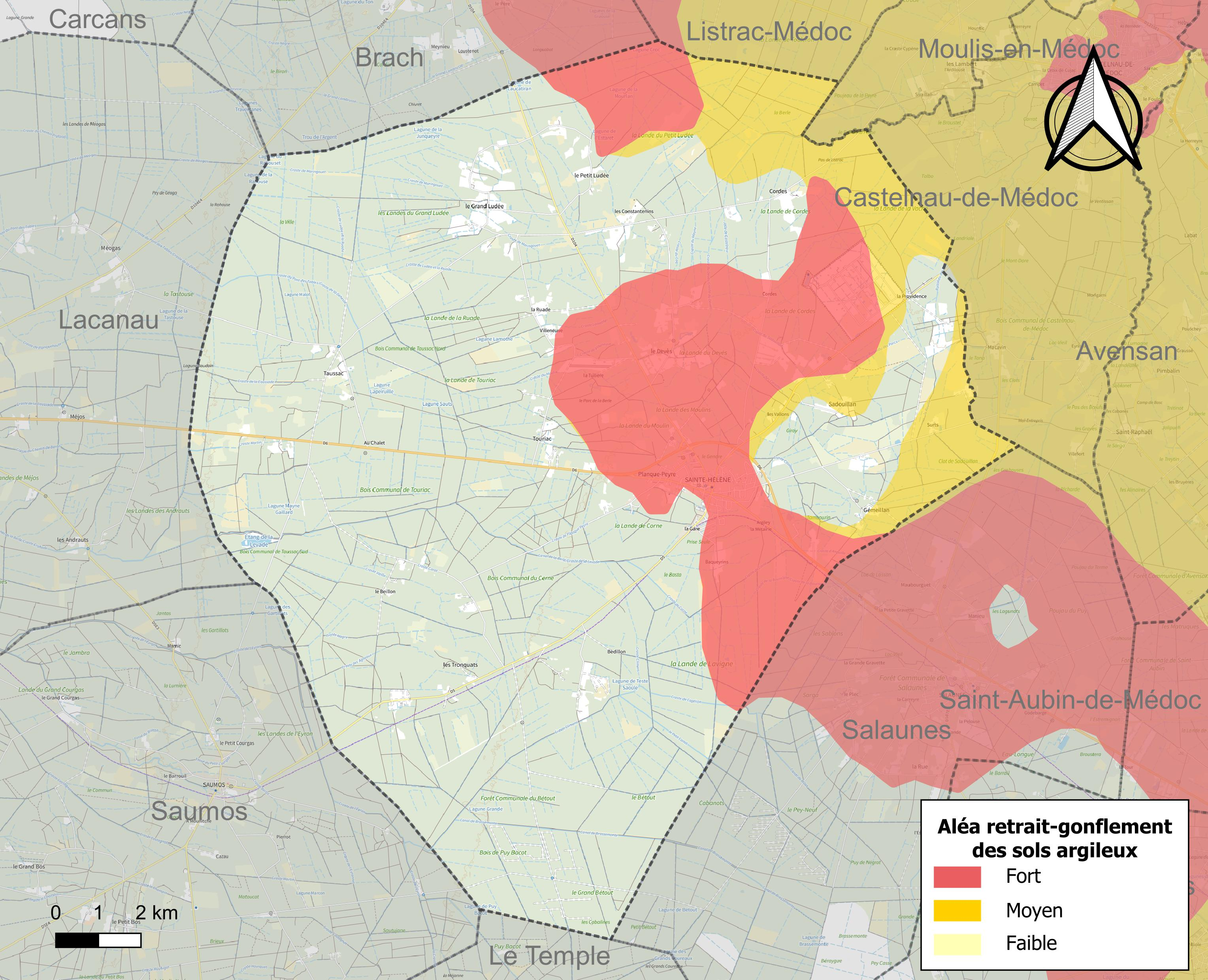
Carte des zones d'aléa retrait-gonflement des sols argileux de Sainte-Hélène.

Le retrait-gonflement des sols argileux est susceptible d'engendrer des dommages importants aux bâtiments en cas d’alternance de périodes de sécheresse et de pluie. 27,9 % de la superficie communale est en aléa moyen ou fort (67,4 % au niveau départemental et 48,5 % au niveau national). Sur les 1 085 bâtiments dénombrés sur la commune en 2019,  862 sont en aléa moyen ou fort, soit 79 %, à comparer aux 84 % au niveau départemental et 54 % au niveau national. Une cartographie de l'exposition du territoire national au retrait gonflement des sols argileux est disponible sur le site du BRGM,.
La commune a été reconnue en état de catastrophe naturelle au titre des dommages causés par les inondations et coulées de boue survenues en 1982, 1999, 2009 et 2020, par la sécheresse en 2003 et par des mouvements de terrain en 1999.

#### Risques technologiques
La commune est exposée au risque industriel du fait de la présence sur son territoire d'une entreprise soumise à la directive européenne SEVESO.

## Histoire

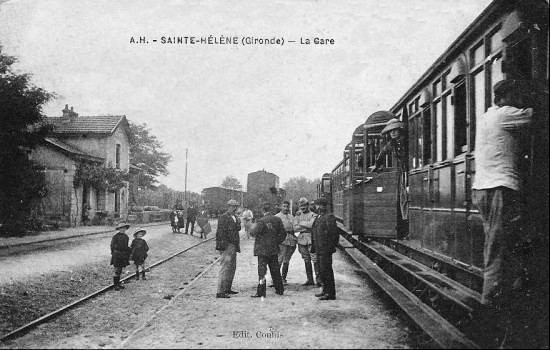
Train en gare de Sainte-Hélène

La commune se nommait jadis Saint-Hélène de la Lande pour la distinguer de divers lieux-dits voisins. Il semblerait que l'endroit, habité par des Celtes, se serait appelé Saltus (bois en latin)
Nous pouvons noter la présence d'un édifice religieux antérieur à celui que l'on peut voir de nos jours : un édifice roman, dont on peut admirer un reste de chapiteau dans l'actuelle église. Ce lieu est donc habité depuis plus de 500 années. Il y a bien en effet un village depuis l'époque de l'évangélisation du Médoc.
Jacques Baurein a publié le résultat d'un enquête sur la situation de la commune au XVIIIe siècle dans son ouvrage Variétés Bordeloises, livre 3 article 15, pages 73-77.
Le bourg  commença à se développer au XIXe siècle grâce à la ligne de chemin de fer allant de Bordeaux à Lacanau. Celle-ci céda la place à une piste cyclable dans les années 1980.
Cette ville est notamment connue pour sa grande foire, nommée foire de Sainte-Croix, qui a lieu, depuis 1770, tous les ans au mois de septembre. Depuis les années 1980, cette foire est dédiée à l'ail et à l'oignon.
Elle avait lieu le jour de la fête de la Sainte-Croix, le 14 septembre, et durait trois jours. Elle fut créée vers 1770, et on peut considérer qu'elle a eu 230 ans en l'an 2000.
On y vendait des bœufs, des chevaux, des vêtements, ainsi que des denrées pour l'hiver. C'était la dernière foire avant l'hiver. Les chevaux et les bœufs étaient le moyen de traction pour labourer. Mais à la différence des chevaux, les bœufs devaient être dressés pour effectuer ce travail, et c'était l'affaire de spécialistes.
On venait donc à la foire avec des charrettes couvertes, afin de s'y abriter les trois jours, en tirant derrière la charrette les animaux non dressés pour labourer. On échangea et on acheta jusqu'au jour où les bœufs ont cessé d'être utilisés, à cause des chevaux… vapeur.
Après la Seconde Guerre mondiale, les vaches envahirent le foirail, et, certaines années, plus de deux cents vaches occupaient le terrain. Avec les cris des maquignons, le spectacle était extraordinaire.
On y vendait aussi des petits cochons que l'on engraissait l'hiver et que l'on tuait en février, ce qui donnait lieu à de sympathiques réjouissances.
Les manèges et les marchands de sucreries venaient donner l'ambiance de la fête avec les chevaux de bois.
Depuis sa création, la foire était prétexte à la rencontre. On y retrouvait les cousins du village voisin, et les familles recevaient. Il y avait table ouverte, pas besoin d'invitation, on savait que les cousins viendraient manger à la maison. D'ailleurs on faisait pareil chez eux. Pendant trois jours, le village était une véritable ruche.
Le clergé voisin venait ce jour-là dire une messe solennelle, et l'église était remplie pour la messe des vêpres.
Vers les années 1960, la foire se faisait toujours le 14 septembre, donc souvent en semaine. Les conditions de vie avaient changé, et beaucoup travaillaient. La foire se vidait donc petit à petit.
L'idée s'imposa de changer cette date. Cette décision concernait toute la population. À cette époque, un syndicat d'initiative avait été créé pour relancer les foires du Médoc. Celle de Sainte-Hélène était précédée par celle Saint-Estèphe, elle-même précédée par celle Bernos, village de Saint-Laurent-de-Médoc, elles aussi héritières d'un passé très lointain.
Des jeux inter-foires, calqués sur Intervilles donnèrent lieu à des empoignades féroces mais amicales. Dans chaque village et chaque année, un vainqueur triomphait.
Là aussi, les candidats aux jeux travaillaient en semaine. Pour prendre la décision de changer la date, une seule possibilité, le référendum. On donna à chaque habitant un questionnaire. La réponse fut oui pour le changement à 98 %. C'est ainsi qu'une date fut fixée. Désormais la foire aurait lieu les troisièmes samedi et dimanche de septembre.
Donc, en 1969, la foire eut lieu les samedi 20 et dimanche 21 septembre sous le mandat de Louis Fourthon.
Depuis longtemps, on trouve sur cette foire, des marchands de toutes sortes : chaussures, vêtements, linge de maison, coutellerie, produits du terroir, dégustation de pineau, voitures, manèges, restaurants, buvettes, etc.
Depuis septembre 2000, une orientation a vu le jour, horticulteurs et rosiéristes participent hautement en couleur à cette manifestation.
Depuis une quinzaine d'années les vaches ont disparu, laissant petit à petit la vedette à l'ail et à l'oignon. À chaque « mode » il faut trouver un nom, et cette foire, d'abord aux bœufs et aux chevaux, puis aux vaches, devint la foire à l'ail et à l'oignon.
En 1992, une confrérie fut créée pour vanter les mérites de l'ail, et surtout ceux de la frottée à l'ail, et d'ajouter le folklore à la foire qui entre dans le troisième millénaire, ayant été créée sous le règne de Louis XV.

## Politique et administration

### Mairie
| Période                                  | Période                       | Identité            | Étiquette               | Qualité |
| ---------------------------------------- | ----------------------------- | ------------------- | ----------------------- | --- |
| Les données manquantes sont à compléter. |                               |                     |                         | |
| mars 1965                                | mars 1971                     | Louis Fourthon      |                         | |
| mars 1971                                | mars 1977                     | Pierre Quéraux      | SE                      | Médecin généraliste |
| mars 1977                                | mai 2011                      | Yves Lecaudey       | UDF-PR puis DVG puis PS | Instituteur Conseiller général de Castelnau-de-Médoc (1979 → 1992 et 1998 → 2011) Vice-président du conseil général de la Gironde Président de la CC Médullienne (2003 → 2013) |
| mai 2011                                 | mai 2020                      | Allain Camedescasse | DVG                     | Ancien directeur d'école primaire, instituteur Président des communes forestières de Gironde                                                                                   |
| mai 2020,                                | En cours (au 8 novembre 2023) | Lionel Montillaud   | SE puis HOR             | Directeur d'établissement socio-culturel, entrepreneur |

### Justice
Au niveau de la justice judiciaire, la commune est située sur le ressort de la cour d'appel de Bordeaux. La cour d'appel compétente est celle de Bordeaux ; le tribunal judiciaire compétent est celui de Bordeaux ;  et le conseil de prud'hommes est celui de Bordeaux aussi.
Au niveau des juridictions administratives, le tribunal administratif de Bordeaux et la cour d'appel administrative de Bordeaux sont compétents.

## Démographie
L'évolution du nombre d'habitants est connue à travers les recensements de la population effectués dans la commune depuis 1793. Pour les communes de moins de 10 000 habitants, une enquête de recensement portant sur toute la population est réalisée tous les cinq ans, les populations de référence des années intermédiaires étant quant à elles estimées par interpolation ou extrapolation. Pour la commune, le premier recensement exhaustif entrant dans le cadre du nouveau dispositif a été réalisé en 2008.

En 2022, la commune comptait 3 068 habitants, en évolution de +10,88 % par rapport à 2016 (Gironde : +6,91 %, France hors Mayotte : +2,11 %).
| 1793 | 1800 | 1806 | 1821 | 1831 | 1836 | 1841 | 1846 | 1851 |
| ---- | ---- | ---- | ---- | ---- | ---- | ---- | ---- | ---- |
| 764  | 870  | 785  | 771  | 825  | 785  | 791  | 820  | 897  |

| 1856 | 1861 | 1866  | 1872 | 1876  | 1881 | 1886 | 1891  | 1896  |
| ---- | ---- | ----- | ---- | ----- | ---- | ---- | ----- | ----- |
| 944  | 957  | 1 011 | 990  | 1 003 | 954  | 998  | 1 087 | 1 135 |

| 1901  | 1906  | 1911  | 1921  | 1926  | 1931 | 1936 | 1946 | 1954 |
| ----- | ----- | ----- | ----- | ----- | ---- | ---- | ---- | ---- |
| 1 180 | 1 168 | 1 186 | 1 118 | 1 040 | 954  | 862  | 876  | 973  |

| 1962  | 1968  | 1975  | 1982  | 1990  | 1999  | 2006  | 2008  | 2013  |
| ----- | ----- | ----- | ----- | ----- | ----- | ----- | ----- | ----- |
| 1 042 | 1 052 | 1 107 | 1 436 | 1 608 | 1 776 | 2 334 | 2 494 | 2 641 |

| 2018  | 2022  | - | - | - | - | - | - | - |
| ----- | ----- | - | - | - | - | - | - | - |
| 2 826 | 3 068 | - | - | - | - | - | - | - |

## Société

### Éducation
Sur la commune même, on y trouve une école primaire de 441 élèves à la rentrée 2014 (adresse 16 route de l'Océan 33480). Les élèves vont ensuite au collège de Lacanau (transport prévu à cet effet), puis au lycée Sud-Médoc sur la commune du Taillan pour les filières générales.

### Services municipaux
Sainte-Hélène fait partie de l'union Médullienne constituée des villes de Avensan, Castelnau-de-Médoc, Saumos, Brach, Listrac-Médoc, Moulis-en-Médoc, Salaunes, Le Temple et Le Porge. Celle-ci est chargée du traitement des ordures, des assainissements non collectifs (SPANC), du développement économique, et des gens du voyage. La ville dispose d'une caserne de Sapeurs-Pompiers (C.I.S) située en bordure de la déviation de la ville sur la D6. Cette caserne dispose d'une unité de lutte contre les feux de forêt, d'un fourgon de lutte contre les incendies urbains, d'un VSAV, d'un Camion Dévidoir CD1, et d'un VTU.

### Associations
Associations diverses :
- Chasse et pêche
  - La Levade (pêche, chasse),
  - ACCA (chasse, protection de préservation de la faune sauvage)
- Sports
  - CASH (badminton, boxe, danse, football, fitness, handball, judo, pétanque, roller, rugby touch, tennis et tennis de table),
  - Raid Évasion : course pédestre, VTT, raid, canoë, etc.,
  - Team aventure passion 33, sports nature
- Loisirs, culture
  - Rock School Médoc, école de musique, de chant et de théâtre, arts plastiques
  - Bibliothèque municipale,
  - Office de la Culture, des Sports et des Loisirs,
  - Modélisme électrique club girondin,
  - Peinture sur soie et tous supports,
  - Confrérie de la Frottée à l'ail : faire connaître et apprécier cette croûte de pain parfumée à l'ail,
  - Les Bruyères Fleuries, club loisirs 3e âge.
- Social
  - Tous Azimuts, entraide,
  - AMAP de l'Esquirot : Manger sainement et encourager les productions locales, développement économique et local,
  - Amicale des pompiers,
  - A.C.P.G. - U.N.C.A.F.N. Souvenir Français,
  - Comité d'entraide
- Défense animale
  - À coeur et à crins : association de sauvetage des chevaux et des ânes. Ferme pédagogique.

## Lieux et monuments

### ÉgliseSainte-Hélène

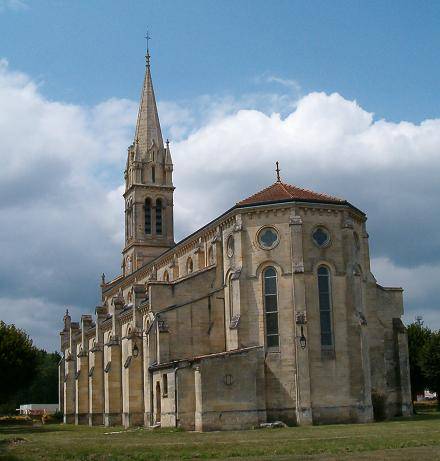
Église de Sainte-Hélène

L'édifice est dédié à Sainte Hélène dont la vie ressemble à un prodigieux roman. Née très vraisemblablement dans un milieu modeste, elle a accédé au faîte des honneurs, en tant qu'impératrice, mère de l'empereur romain Constantin Ier. Elle a parcouru le vaste monde, de l'Asie Mineure où elle est née, jusqu'en Gaule, à la suite de son époux, un officier romain, puis de l'Occident à l'Orient, et de nouveau de l'Orient à l'Occident, à la suite de son fils, et finalement, s'est rendue, seule, en terre de Palestine.
Elle doit surtout sa célébrité à « l'Invention », c'est-à-dire, au sens étymologique, à la « découverte de la Vraie Croix » sur laquelle a été crucifié Jésus-Christ.
Son pèlerinage seul est un exploit quand on sait qu'elle l'entreprit à l'âge de 80 ans environ.
Le rôle qu'elle a joué avec son fils Constantin Ier pour la reconnaissance officielle de l'Église chrétienne est capital.
Cet édifice important est une église paroissiale, reconstruite en 1875, de style néo-gothique. Cette église remplace un bâtiment bien antérieur qui aurait brûlé et qui datait de l'époque romane, du Moyen Âge.
On note la présente d’un Christ en croix (pièta). Le conseil de fabrique de la commune de Sainte-Hélène (communauté paroissiale), qui faisait construire l’église, acheta cette pièta. Provenant d'un bateau espagnol échoué sur les plages de l'Alexandre (commune de Lacanau), qui devait livrer cette Piéta dans les Iles CaraIbes et faisiat route vers l’Amérique du Sud, avec à son bord, la pièta. Il y avait un bâtiment de douanes.
Une pierre gallo-romaine y est conservée. Peut-être les restes d’un temple romain bâti ici-même, mais un historien prétend que cette pierre provient de la démolition des remparts de Bordeaux, fabriqués, eux-mêmes, avec des pierres des ruines d’un temple. Bernard Duporge précise qu’aucun des noms qui figurent sur la stèle n’est connu sur Bordeaux (à l’époque bien sûr).
Il y est gravé : « Di manibus et memorix Polychronit defuncti annorum quadraginta Thorybius posuit », ce qui signifie : « Aux dieux mannes, et à la mémoire de Polychronit, décédé à l’âge de quarante ans, Thorybius a consacré [ce monument] ».

### Villa «Quand-même et mépris»

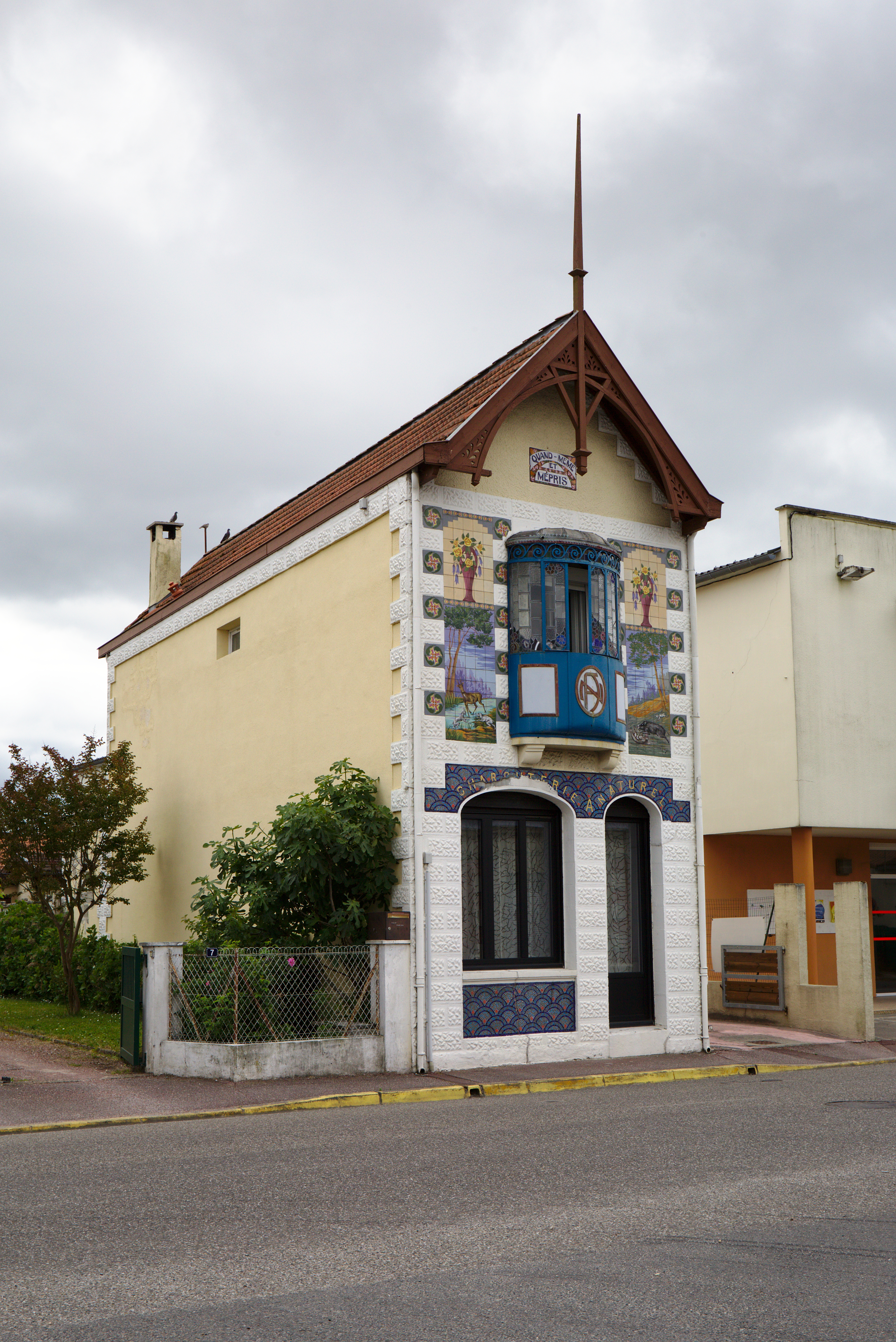
Villa « Quand-même et mépris »

Dans les années 1930, le charcutier A. Naturel cherchait un terrain pour y bâtir sa maison avec commerce et logis. Il trouve un terrain, bien trop exigu pour son projet, mais le vendeur le persuade qu'il pourra acheter la parcelle voisine sans difficulté. L'affaire est conclue mais malheureusement la vente du terrain mitoyen n’aboutira pas.
Furieux d'avoir été floué, A. Naturel décida de construire « quand-même » sa maison, nécessairement bien plus étroite que prévu. Puis, avec brio et humour, il affiche son « mépris » à ceux qui lui ont entravé son projet. Il consacre le rez-de-chaussée au commerce et installe le logis familial à l’étage.
La façade de style Art déco est décorée à l’étage de deux mosaïques représentant d’un côté une scène de chasse au cerf et de l’autre au sanglier. Elles encadrent un bow-window en métal bleu vif avec vitraux qui s’avance sur la rue en arborant fièrement le monogramme « A. N. » de ce facétieux charcutier. Un bandeau en mosaïque affiche « Charcuterie A; Naturel ».

### Château Bordier
Cette belle demeure toute en brique a été construite entre 1892 et 1900 pour Mme Marie Orence Peyceran Bordier (1860-1951). Toujours habitée, elle possède un grand jardin. Cependant, il n'est pas possible d'en faire la visite.

### Hôtel Constantin

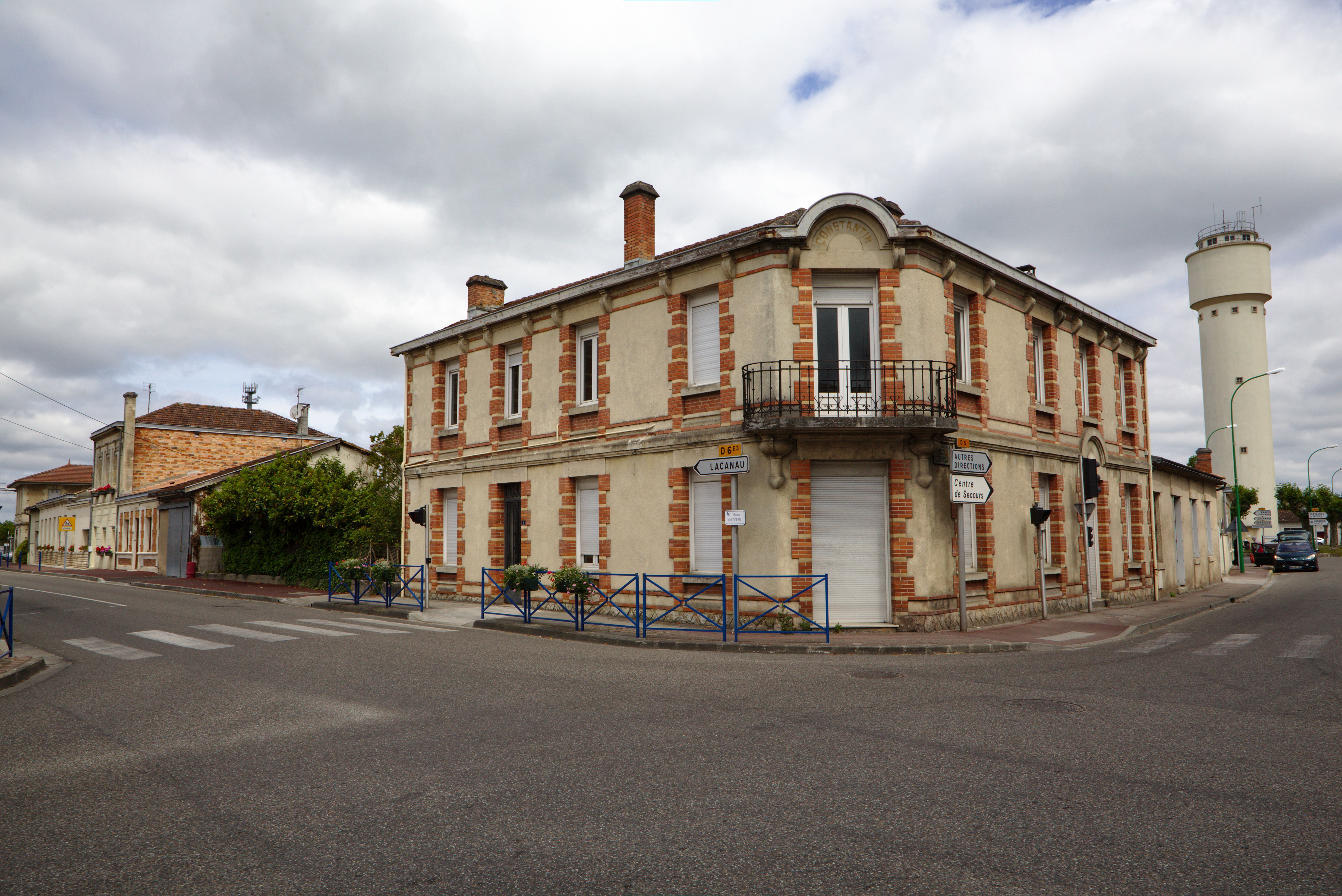
L'Hôtel Constantin

L'ancien hôtel Constantin est situé au centre du bourg à l'angle des routes de l'Océan et de Castelnau-de-Médoc.

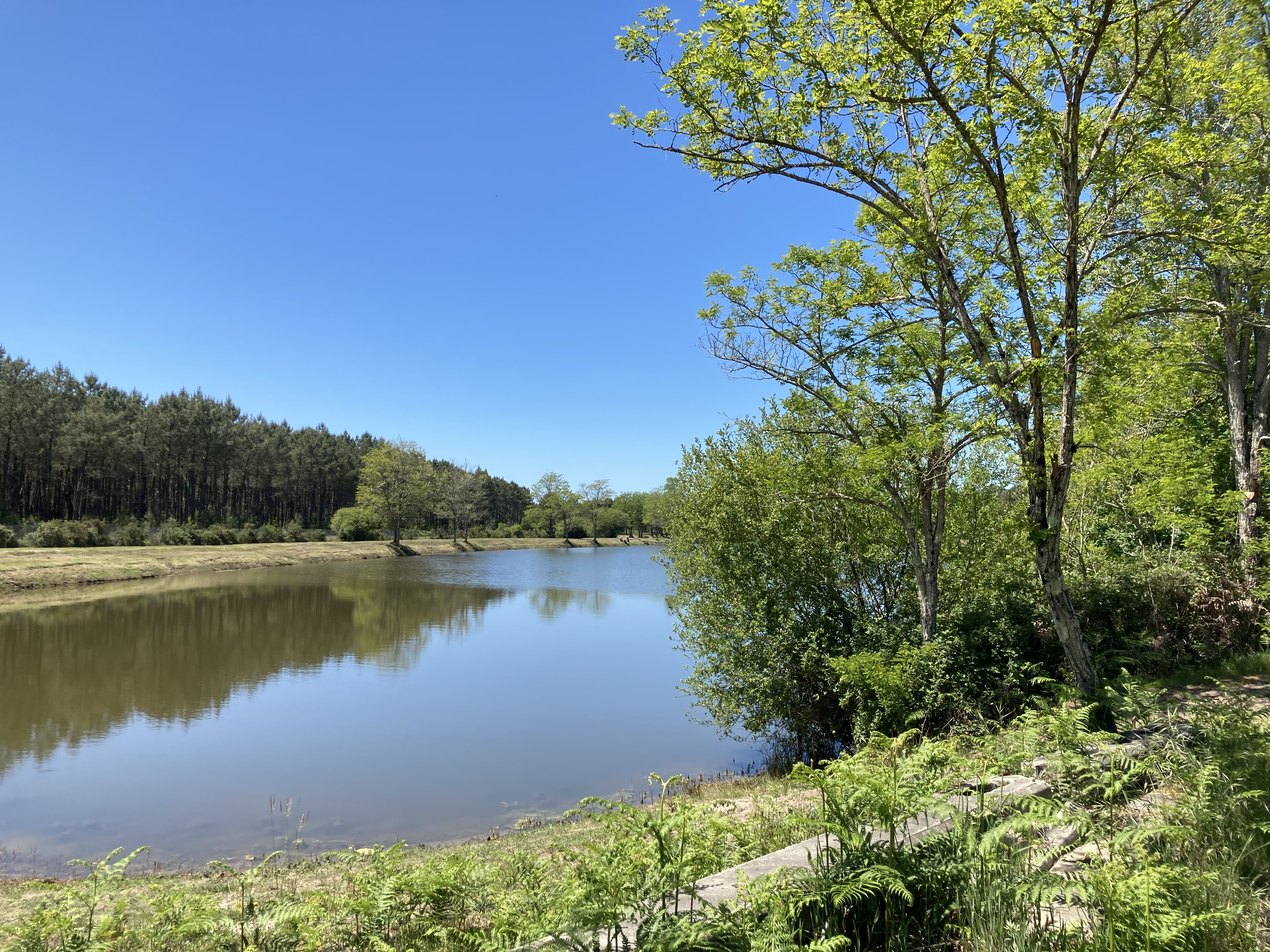
Étang de la Levade, Sainte-Hélène

### Étangde la Levade
L'étang de la Levade est un plan d'eau où se pratique la pêche. 

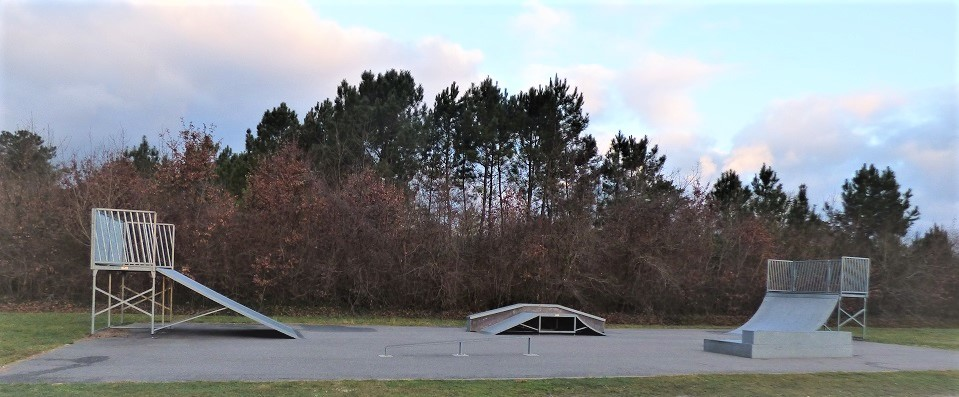
Skatepark, Sainte-Hélène

## Activités
- Piste cyclable Bordeaux - Lacanau (ancienne ligne de train)
- Cache-cache en Médoc à Sainte-Hélène : jeu de piste familial et gratuit à faire en autonomie.
- Skatepark et terrain multisports
- Aire de jeux pour les enfants

## Personnalités liées à la commune

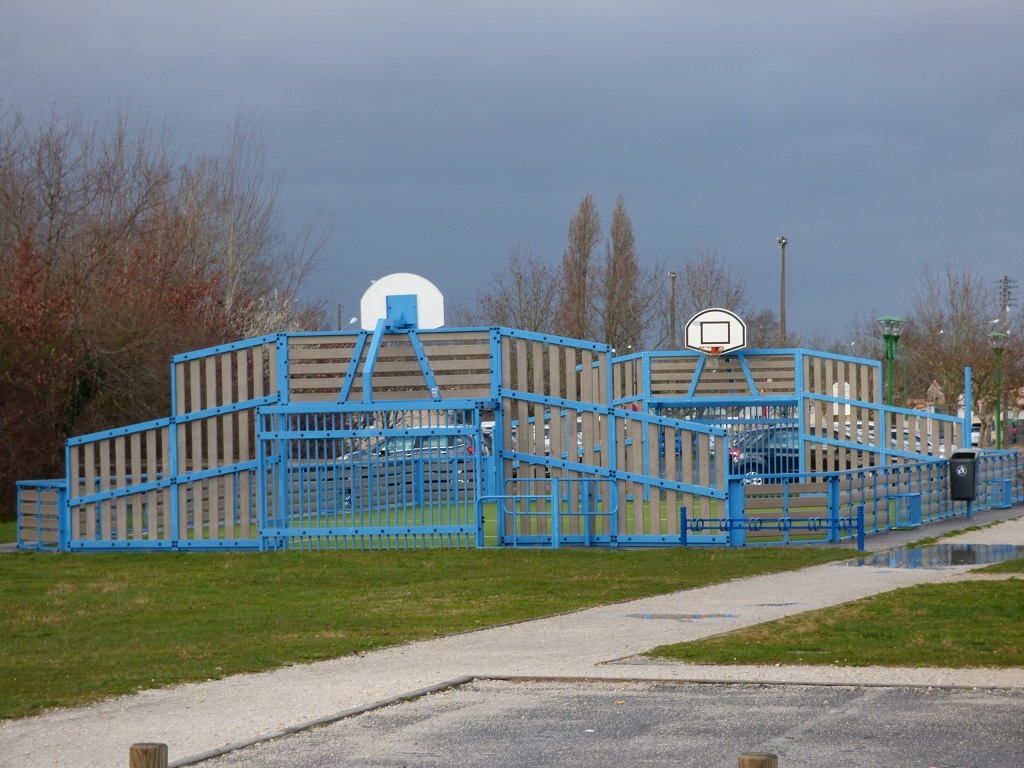
Terrain multisports Sainte-Hélène

- Terrain multisports Sainte-HélèneRaphaël Camacho, footballeur professionnel
- Michel Béziade, peintre
- Bernard Duporge, écrivain
- Christian Cétois, romancier et éditeur